# Borstel, Segeberg
Borstel là một đô thị ở huyện Segeberg, bang Schleswig-Holstein, Đức. Đô thị Borstel, Segeberg có diện tích 5,12 km², dân số thời điểm ngày 31 tháng 12 năm 2006 là 127 người.